# József Bielek
Dans le nom hongrois Bielek József, le nom de famille précède le prénom, mais cet article utilise l’ordre habituel en français József Bielek, où le prénom précède le nom.
József Bielek, né le 6 février 1934 à Budapest et mort en novembre 2008, est un homme politique hongrois, président du conseil de Budapest entre 1988 et 1990. Il est le dernier dirigeant communiste de la capitale hongroise.